# Andrzej Szuszkiewicz
Andrzej Szuszkiewicz (zm. w 1869) – poseł do Sejmu Krajowego Galicji II kadencji (1867–1869), c.k. radca skarbowy w Stryju.
Wybrany w IV kurii obwodu Stryj, z okręgu wyborczego nr 33 Stryj-Skole. 